# Palaeostaffella
Palaeostaffella es un género de foraminífero bentónico de la subfamilia Staffellinae, de la familia Staffellidae, de la superfamilia Fusulinoidea, del suborden Fusulinina y del orden Fusulinida. Su especie tipo es Stafella moelleri. Su rango cronoestratigráfico abarca desde el Moscoviense (Carbonífero superior) hasta la Cisuraliense (Pérmico inferior).

## Discusión
Clasificaciones más recientes incluyen Palaeostaffella en la superfamilia Staffelloidea, y en la subclase Fusulinana de la clase Fusulinata.

## Clasificación
Palaeostaffella incluye a la siguiente especie:
- Palaeostaffella moelleri †